# Allat Dorsa
Allat Dorsa zijn lage heuvelruggen op de planeet Venus. De Allat Dorsa werden in 1985 genoemd naar Allāt, moedergodin uit de Arabische mythologie.
De richels hebben een lengte van 750 kilometer en bevinden zich in het quadrangle Meskhent Tessera (V-3).